# Falabella (warenhuis)
Falabella is een internationale warenhuisketen, die eigendom is van de Chileense multinational S.A.C.I. Falabella. Het is de grootste warenhuisketen van Zuid-Amerika.

## Geschiedenis
De onderneming werd opgericht in 1899 door Salvatore Falabella, een Chileense immigrant die uit Italië afkomstig was. Oorspronkelijk was het een kleermakerswinkel, maar tegenwoordig is het de grootste warenhuisketen van Zuid-Amerika. De expansie van de onderneming begon in de jaren zestig met een eerste filiaal buiten Santiago, in Concepción. In 1980 introduceerde Falabella CMR, een creditcard met 5,5 miljoen klanten. In de jaren negentig ging de keten internationaal met de uitbreiding in Argentinië, Peru en Colombia. Begin van deze eeuw adverteerde de onderneming met beroemdheden in haar advertenties, onder wie Cecilia Bolocco, Valeria Mazza, Juanes, Kate Moss, Gisele Bündchen en Ricky Martin.
Begin 2024 kondigde het bedrijf aan ̩̥dit jaar $ 507 miljoen te gaan investeren in technologische ontwikkelingen, logistiek, de opening van nieuwe winkels en het moderniseren van winkels. Van dit bedrag is $ 113 miljoen bestemd voor de opening van nieuwe winkels in chili, Peru, Mexico en Colombia.  

## Afbeeldingen

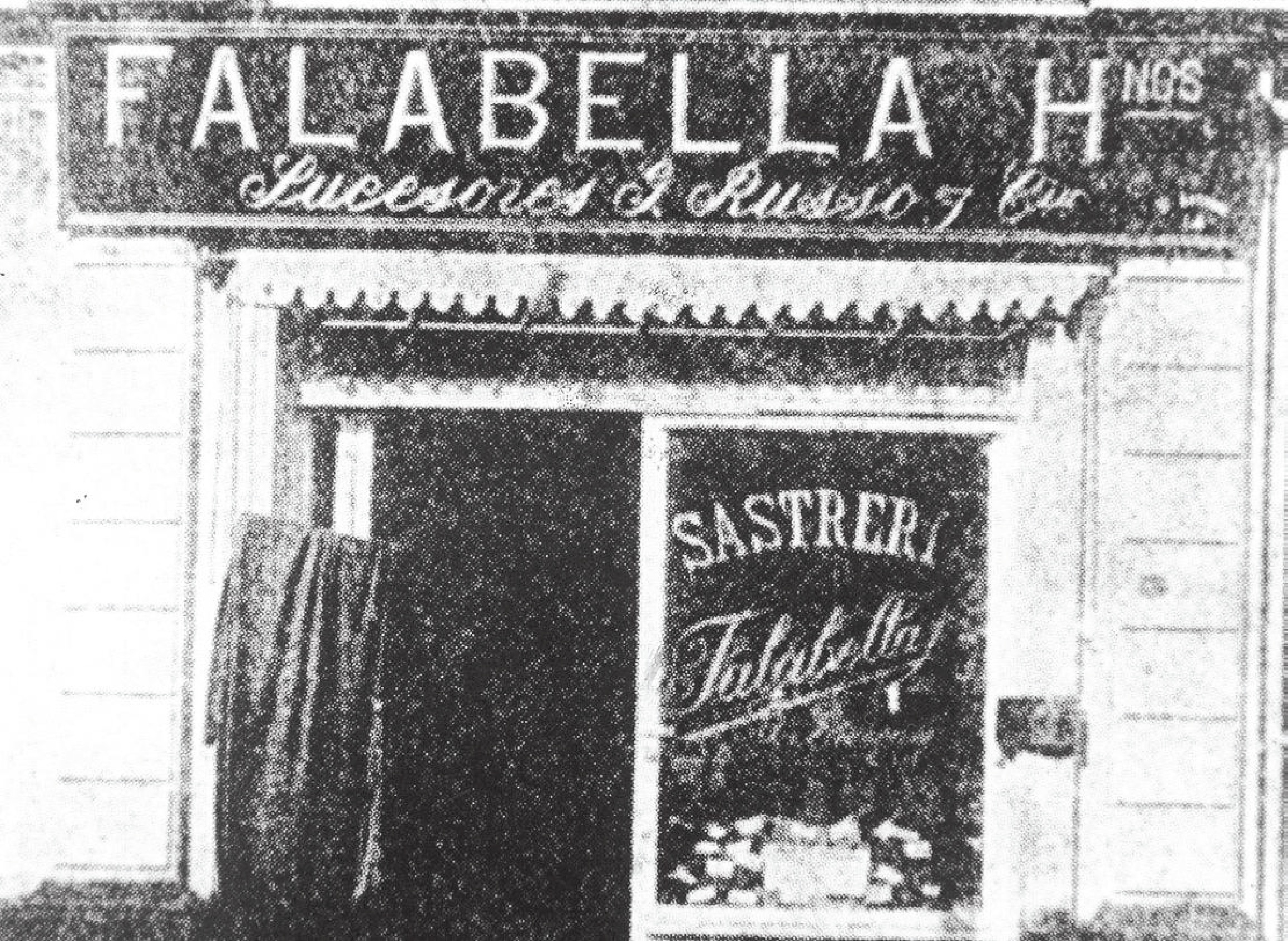
In de 20e eeuw
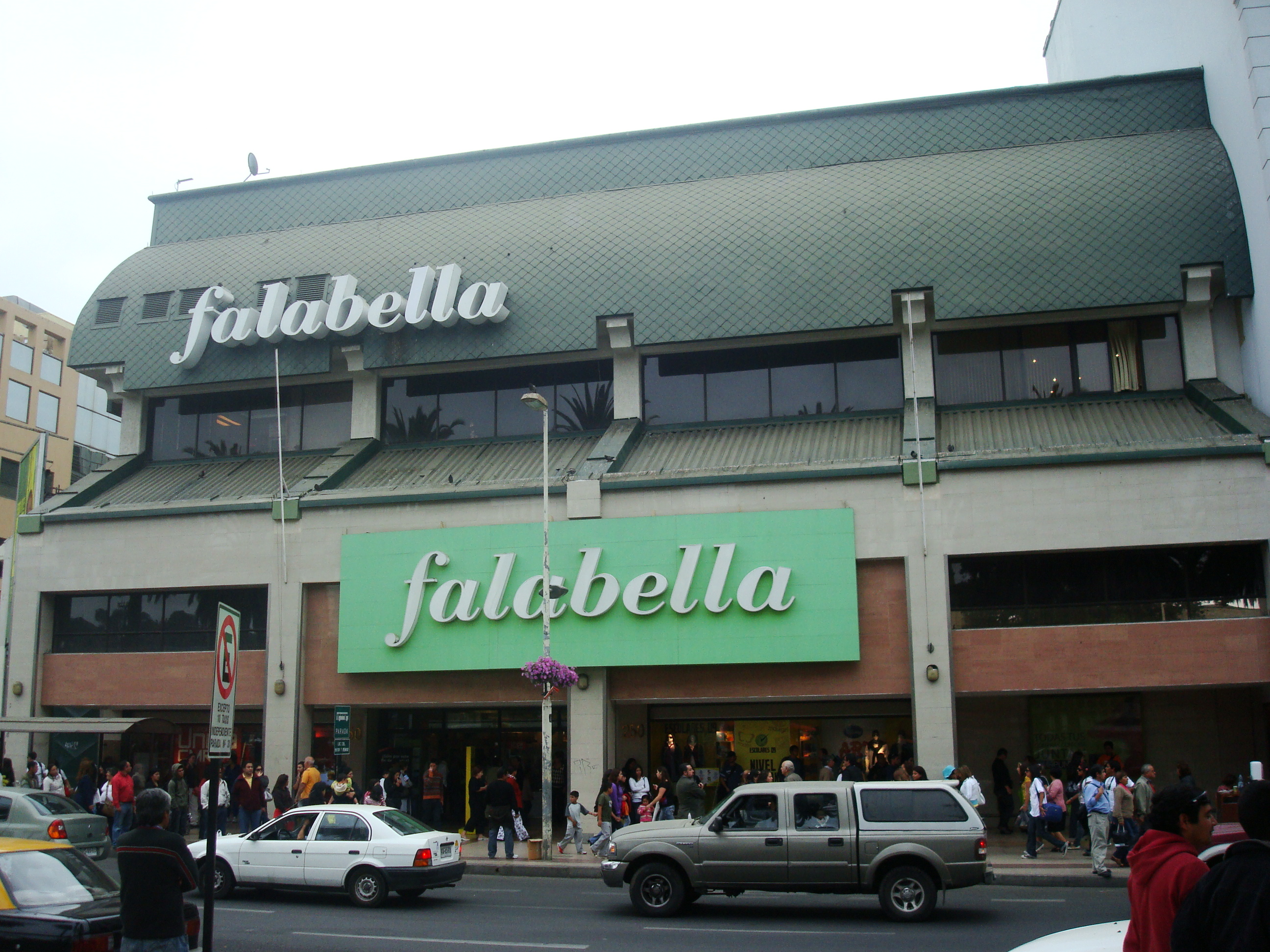
Winkel in Viña del Mar met het oude logo-ontwerp